# Uhlias
Uhlias is een geslacht van kreeftachtigen uit de klasse van de Malacostraca (hogere kreeftachtigen).

## Soorten
- Uhlias ellipticus Stimpson, 1871
- Uhlias limbatus Stimpson, 1871